# Girls' Generation Tour
Girls' Generation Tour là chuyến lưu diễn thứ hai của nhóm nhạc nữ Hàn Quốc Girls' Generation, bắt đầu tại Seoul.

## Lịch sử
Chuyến lưu diễn được SM Entertainment công bố vào tháng 6 năm 2011. Vé bắt đầu được bán từ ngày 7 tháng 6 năm 2011 trên GMarket. Theo hai nhà tổ chức Running Into The Sun (RITS) và Conceptual, chi phí dành cho buổi diễn tại Singapore là 1.8 triệu đô la Mỹ.
Buổi diễn tại Seoul có sự tham dự của Super Junior, f(x), A Pink, 4MEN, Kang Min-kyung của Davichi, cũng như Kim Soo Hyun, Kim Ah-joong, Jung Ryeo-won, Park Min Young, Im Soo-hyang, Jung Joon-ho và Shin Se-kyung.
Ngày 24 tháng 7 năm 2011, Sooyoung cho biết buổi diễn tiếp theo sẽ diễn ra tại Đài Bắc. Nhóm đã trở thành nhóm nhạc nữ nước ngoài đầu tiên tổ chức lưu diễn tại Nhà thi đấu Đài Bắc với 31,000 khán giả.
Ngày 11 tháng 10 năm 2011, buổi diễn tiếp theo được công bố là sẽ được tổ chức vào ngày 9 tháng 12 năm 2011 tại Singapore. Do tình trạng cháy vé, buổi diễn thứ hai được công bố vào ngày 30 tháng 10 năm 2011. Buổi diễn này diễn ra ngay ngày hôm sau, 10 tháng 12 năm 2011.
Các buổi diễn tiếp theo diễn ra tại Hồng Kông vào ngày 15 tháng 1 năm 2012 và Băng Cốc vào ngày 12 tháng 2 năm 2012.
Ngày 14 tháng 2 năm 2012, Girls’ Generation phá kỷ lục buổi diễn bán sạch vé nhanh nhất tại Thái Lan. Hạng vé đắt nhất được bán hết sau 10 phút, toàn bộ 11,000 vé được bán hết trong vòng 20 phút.
Các thành viên của nhóm đã cho khán giả tại Thái Lan biết rằng Băng Cốc là điểm dừng chân cuối cùng của chuyến lưu diễn.

## Danh sách các màn biểu diễn
Main Set

Act 1
1. "Tell Me Your Wish (Genie)"
2. "You-aholic"
3. "Mr. Taxi (phiên bản tiếng Hàn)"
4. "I'm In Love With The Hero"
5. "Let It Rain (phiên bản tiếng Hàn)"
6. "Snowy Wish"
7. "뻔 & Fun (Sweet Talking Baby)"
8. "Kissing You"
9. "Oh! (phiên bản House)"

Act 2:
1. "Don't Stop the Music" (Hyoyeon solo)
2. "Almost" (Jessica solo)
3. "3" (Sunny solo)
4. "Lady Marmalade" (Taeyeon & Tiffany song ca)

Act 3:
1. "The Great Escape"
2. "Bad Girl"
3. "Run Devil Run"
4. "Beautiful Stranger"
5. "Hoot (phiên bản Rock)"

Act 4:
1. "If" (Yuri solo)
2. "Sway" (Sooyoung solo) (trừ Đài Bắc)
3. "Stuff Like That There" (Seohyun solo)
4. "4 Minutes (Yoona solo)

Act 5:
1. "Danny Boy
2. "Complete"

Encore #1
1. "My Child"
2. "Cold Noodles"
3. "HaHaHa"
4. "Gee"
5. "Forever"

Encore #2
1. "Into the New World"
2. "Way To Go"
3. "Baby Baby" (trừ Singapore, Hồng Kông và Băng Cốc)
4. "It's Fantastic"

## Lịch diễn
| Ngày                 | Thành phố      | Quốc gia  | Địa điểm                            |
| -------------------- | -------------- | --------- | ----------------------------------- |
| 23 tháng 7 năm 2011  | Seoul          | Hàn Quốc  | Nhà thi đấu Thể dục dụng cụ Olympic |
| 24 tháng 7 năm 2011  | Seoul          | Hàn Quốc  | Nhà thi đấu Thể dục dụng cụ Olympic |
| 9 tháng 9 năm 2011   | Đài Bắc        | Đài Loan  | Nhà thi đấu Đài Bắc                 |
| 10 tháng 9 năm 2011  | Đài Bắc        | Đài Loan  | Nhà thi đấu Đài Bắc                 |
| 11 tháng 9 năm 2011  | Đài Bắc        | Đài Loan  | Nhà thi đấu Đài Bắc                 |
| 9 tháng 12 năm 2011  | Singapore      | Singapore | Sân vận động trong nhà Singapore    |
| 10 tháng 12 năm 2011 | Singapore      | Singapore | Sân vận động trong nhà Singapore    |
| 15 tháng 1 năm 2012  | Xích Liệp Giác | Hồng Kông | AsiaWorld–Arena                     |
| 12 tháng 2 năm 2012  | Băng Cốc       | Thái Lan  | Impact Arena                        |